# Luigi Luca Cavalli-Sforza
Luigi Luca Cavalli-Sforza (ur. 25 stycznia 1922 w Genui, zm. 31 sierpnia 2018 w Belluno) – włoski genetyk populacyjny, czołowy ekspert w stosowaniu jej algorytmów do badań nad historią populacji ludzkich.
Studiował w Cambridge, wykładał na uniwersytetach w Parmie i Pawii. Od 1970 profesor genetyki Uniwersytetu Stanforda. Zagraniczny członek Royal Society. Inspirował badania nad koewolucją genów i kultury. Stosował matematyczne algorytmy genetyki do badań nad rozprzestrzenianiem się wzorców społecznych czy w lingwistyce. W oparciu o naukowe dowody wykazywał błędność ideologii rasistowskiej.

## Główne prace
- (2000) Genes, Peoples, and Languages (North Point Press, New York)
- (1995) The Q-eat Human Diasporas (Addison-Wesley, Menlo Park, Calif.).
- (1994) The History and Geography of Human Genes (Princeton University Pr'lSS, Princeton, N.J.).
- (1986) African Pygmies (Academic Press, Orlando, Fla.).
- (1981) Cultural Transmission and Evolution, A Quantffative Approach (Princeton University Press, Princeton, N.J.). (napisane razem z M. Feldmanem).